# Новолялинський міський округ
Новоля́линський міський округ (рос. Новолялинский городской округ) — адміністративна одиниця Свердловської області Російської Федерації.
Адміністративний центр — місто Нова Ляля.

## Населення
Населення міського округу становить 21523 особи (2018; 23564 у 2010, 26512 у 2002).

## Склад
До складу міського округу входять 24 населених пункти:
| Населений пункт           | Населення, осіб (2002) | Населення, осіб (2010) |
| ------------------------- | ---------------------- | ---------------------- |
| Верхня Лобва, присілок    | 38                     | 9                      |
| Заболотний, селище        | 89                     | 82                     |
| Каменка, селище           | 155                    | 103                    |
| Караульське, село         | 24                     | 19                     |
| Коптяки, село             | 202                    | 193                    |
| Красний Яр, селище        | 165                    | 124                    |
| Лобва, селище             | 8543                   | 8372                   |
| Лопаєво, село             | 250                    | 200                    |
| Ляля-Тітова, село         | 42                     | 16                     |
| Нижнє Безсоново, присілок | 3                      | 6                      |
| Нова Ляля, місто          | 14584                  | 12734                  |
| Павда, селище             | 688                    | 478                    |
| Поздняковка, присілок     | 16                     | 12                     |
| Полуденна, присілок       | 2                      | 0                      |
| Попов Лог, присілок       | 17                     | 4                      |
| Роз'їзд 136 км, селище    | 0                      | 0                      |
| Савинова, присілок        | 339                    | 292                    |
| Салтаново, село           | 247                    | 216                    |
| Стара Ляля, селище        | 332                    | 260                    |
| Старий Перевоз, селище    | 17                     | 0                      |
| Чорний Яр, селище         | 109                    | 41                     |
| Шайтанка, селище          | 342                    | 216                    |
| Юрти, селище              | 199                    | 126                    |
| Яборково, селище          | 109                    | 61                     |

## Найбільші населені пункти
| № | Населений пункт | Населення, осіб (2002) | Населення, осіб (2010) |
| - | --------------- | ---------------------- | ---------------------- |
| 1 | Нова Ляля       | 14 584                 | 12 734                 |
| 2 | Лобва           | 8 543                  | 8 372                  |